# استعمال الآلات
التألية أو المكننة أو الميكنة أو استعمال الآلات هو استخدام الماكينة في أداء مهمةٍ ما. عُرِّفَت الماكينة في أحد النصوص الهندسية القديمة كالآتي:
"يتم تركيب كل ماكينة بهدف أداء مهمة آليّة معيّنة، بينما تشترك جميعها في احتوائها على عنصرين يتمثّل أحدهما في القوة المُحرِّكة، والآخر في الجسم الذي يخضع للعمليّة والذي يُطلق عليه المهمة التي سيتم أداؤها،
حيث تتوسّط الماكينات القوّة والجسم لكي يتكيّف كلاهما مع الآخر."
قد يتضمّن لفظ المكننة في بعض المجالات استخدام الأدوات اليدويّة. أما في المجالات الحديثة كالهندسة والاقتصاد فيُطلق لفظ مَيكنة على استخدام الماكينات الأكثر تعقيدًا وليس الأدوات اليدوية ولا الأجهزة البسيطة كالطاحونة التي يجرّها الحصان أو الحمار. عادةً ما تتمثّل الماكينات في الأجهزة التي تُحدث تغيرات في السرعة أو تحوّل الحركة الترددية إلى دائرية والتي تحتوي على بعض الأدوات كالآتي: التروس أوالبكر أو البكرات المحزوزة والأحزمة، والمقابض، والحدبات وأذرع التدوير. عندما تم اختراع الكهرباء ولم تَعد معظم الماكينات الصغيرة تُشغّل باليد، أصبح لفظ المَيكنة يُطلق على استخدام الماكينات التي تعمل بالمحركات.

## التاريخ

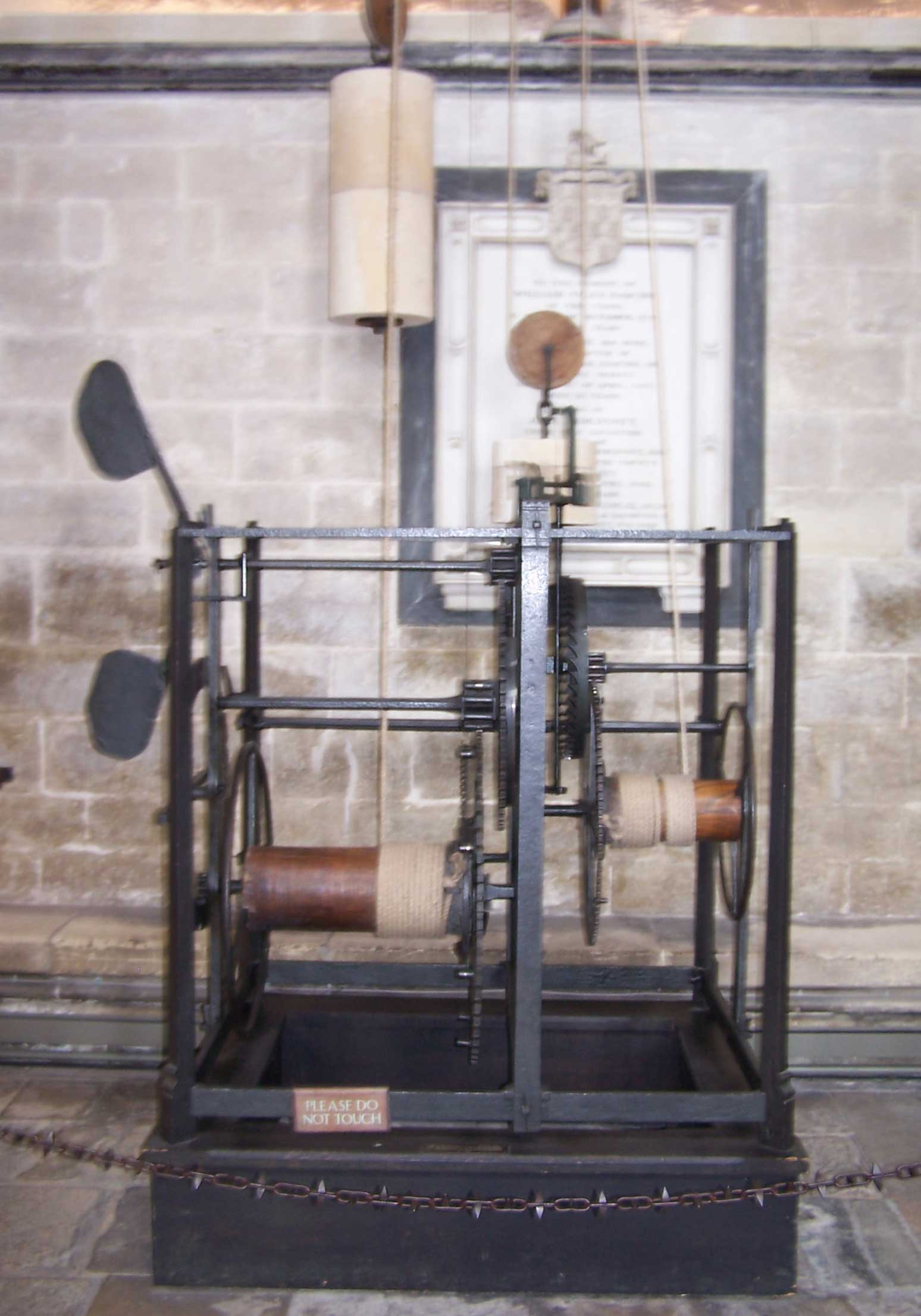
ساعة كاتدرائية ساليزبري ca 1386. 1386. تُعتبر الساعة أداة ميكانيكيّة وليست ماكينة حقيقية، فبرغم أنها مزوّدة بتروس حديدية إلا أن معظم الماكينات التي تمّ تركيبها في بداية الثورة الصناعية كانت تعمل بأجزاءٍ خشبيّة حتى عام 1800 تقريبًا.

يرجع تاريخ طواحين المياه إلى الفترة الرومانية، حيث كانت تُستخدم في طحن الحبوب ورفع مياه الري. وفي بداية القرن الثالث عشر بدأت طواحين المياه تُستخدم في تشغيل المناشير والمطارق السقاطة التي كانت تملأ القماش وتضرب الكتّان وبعدها القطن وتحوّله إلى اللباب الذي يُصنع منه الورق، وقد تم عرض صورة المطارق السقّاطة وهي تطحن الخامات في كتاب دي ري ميتاليكا (1555).
كانت الساعات تعد من أكثر الأدوات الميكانيكية القديمة تعقيدًا، حيث يعد مخترعوها من أهم مطوري أدوات الماكينة كماكينات قطع التروس والمسامير، كما أنهم قاموا بتطوير التصميمات الهندسيّة للتروس. كما كانت الساعات من أقدم المنتجات الأكثر إنتاجًا في بداية عام 1830 تقريبًا.
بدأت أوروبا في أوائل القرن الخامس عشر تستخدم منفاخ فرن صهر المعادن (الفرن العالي) الذي يعمل بالطاقة المائية والذي كانت الصين تستخدمه في العصور القديمة. يحتوي كتاب دي ري ميتاليكا على صور بعض منافيخ أفران صهر المعادن توضح إحداها طريقة تصنيع هذه المنافيخ.
قلّلت تصميمات التروس المتطوِّرة من احتمالية تعرضها للتآكل وزادت من درجة فعّاليتها. وقد تم تطوير التصميمات الهندسيّة للترس في منتصف القرن السابع عشر. قام عالم الرياضيات والمهندس الفرنسي ديسارجوز (Desargues) بتصميم وإنشاء أول طاحونة تعمل بالتروس الدويرية ca 1650. 1650. وفي القرن الثامن عشر تم استخدام المسننات الملتفة إلى الداخل وهي إحدى التصميمات الهندسية التي يُفضّل استخدامها عن تلك الدويرية في تعشيق التروس باختلاف أحجامها. كما بدأ استخدام ماكينات قطع التروس في القرن الثامن عشر.
بدأ استخدام المحرك البخاري Newcomen في ضَخ المياه من المنجم في عام 1712.
وقام العالم جون سميتون (John Smeaton) بتزويد طواحين المياه بتروس معدنيّة ومحاور في الفترة ما بين منتصف القرن الثامن عشر ونصفه الأخير، كما قام سميتون أيضًا بإجراء بحثٍ علمي بشأن تصميم طواحين المياه مما كان له الفضل في زيادة درجة فعّاليتها.
بدأت الثورة الصناعية بصناعة آلات النسيج مثل ماكينة الغزل (1764) وعلبة تقطير المياه (1768).
أدت الحاجة إلى توفير الأجزاء المعدنيّة التي تُستخدم في آلات النسيج إلى اختراع العديد من الأدوات الآلية في أواخر العقد الأول من القرن الثامن عشر وحتى منتصف العقد الأول من القرن التاسع عشر. بعد مرور العقود الأولى من القرن التاسع عشر تم استبدال الخشب بالحديد عند صناعة تروس ماكينة النسيج ومحاورها. وفي العقد الخامس من القرن التاسع عشر تم اختراع الأدوات الآليّة الذاتيّة الحركة والتي حلّت محل المهارة اليدوية ومكّنت العامل الذي لا يتمتّع بهذه المهارة من استخدام مختلَف الماكينات.
اخترعت آلة صنع المسامير في ca.1810. 1810.
تم تسجيل اختراع ماكينة صنع الورق ماكينة صنع الورق في عام 1801 والتي تُستخدم في الإنتاج المستمر للورق، حيث حلّت محل الطريقة اليدويّة التي كانت تُستخدم في القرون الماضية فقد كان الورق يُصنع ورقةً بورقة.
كانت بذارة الحبوب التي اخترعها جيثرو تول (JethroTull) في عام 1700 تقريبًا أولى الأجهزة الآليّة التي تم استخدامها في مجال الزراعة، والتي تتميّز عن الطرق اليدويّة في أنها تجعل المسافات بين الحبوب متساوية، وتزرعها بعمق، وتزيد من الغلّة، وتحافظ على نضارة الحبوب. انتشرت الزراعة الآلية في أواخر القرن الثامن عشر وأوائل القرن التاسع عشر نتيجةً لاستخدام آلات الحصاد وماكينات الدراس التي يجرها الحصان. وفي أواخر القرن التاسع عشر تمّ تزويد ماكينات الدراس والجرّارات البخارية التي ظهرت حينئذٍ بالطاقة البخاريّة، ثم تمّ تزويد هذه الجرارات بمحرّك احتراقٍ داخلي في مطلع القرن العشرين. كانت معظم آلات الدراس والحصاد مزوّدة بجرّاراتٍ بخاريّة حتى العقد الرابع من القرن العشرين الذي استخدمت فيه ماكينات الحصاد والدراس التي تعمل أوتوماتيكيًا.
وفي الفترة من منتصف القرن التاسع عشر إلى نهايته تمّ استخدام الأجهزة الهيدروليكيّة والهوائيّة في تحريك العديد من الأدوات الآليّة كأدوات تحديد المواقع أو أماكن العمل. تُعد ماكينات دق الرّكائز والدُّعامات والمطارق البخارية مثالاً واضحًا للأعمال الثقيلة. في عملية تصنيع الأغذية تُستخدم الأجهزة الهيدروليكية والهوائية في تشغيل وإيقاف المُحركات التي تملأ العلب أو الزجاجات فوق أحد النواقل. كما يتم تزويد عجلة قيادة السيارات التي تعمل بالطاقة بآلات هيدروليكية مثلها في ذلك مثل جميع المعدات التي تتحرك على الأرض ومعدات البناء والعديد من ملحقات الجرارات البخارية، في حين يشيع استخدام الطاقة الهوائية (التي عادةً ما تتمثل في الهواء المضغوط) في تشغيل الصمامات الصناعية.
تُعد آلية المناظمة (آلية للضبط بالارتجاع) إحدى أنواع أدوات تحديد المواقع المميّزة المزوّدة بتحكم التغذية المرتدة الذي يقوم بأداء بعض العمليّات، وقد تعمل بالطاقة الهيدروليكية أو الهوائية أو الكهربية (عادةً ما يتم تزويدها بمحرك).
في أواخر القرن التاسع عشر تمّ تطوير الماكينات حيث أصبحت قادرة على القيام بالعمليات المعقّدة التي كان يقوم بها الحرفيّون المهرة من قبل. وتعد ماكينة صُنع الزجاج إحدى الأمثلة الواضحة على ذلك حيث تمّ تطويرها ca.1890. 1890. وقد حلّت محل نافخي الزجاج ومساعديهم من الأطفال الذين كانوا يتقاضون أجورًا مرتفعة وأدت إلى إنتاج الزجاجات بكميّات ضخمة.
بعد عام 1900 تم تزويد بعض المصانع بالكهرباء حيث تم استخدام المحرّكات والأجهزة الكهربية في القيام بالعمليات الآليّة الأكثر تعقيدًا، وبالتالي أصبحت الماكينات تُستخدم في صناعة جميع المنتجات.

### الفئات

اثنان من المسننات الملتفة إلى الداخل يُحرِّك الأيسر منهما الأيمن: توضّح الأسهم الزرقاء قوة تلامسهما. يسير خط القوة (أو اتجاه القوة) بمحاذاة خط الزاوية المشترك بين دائرتي الأساس. (وفي هذه الحالة لا تتوفر القوة المطلوبة والاتصال اللازم على طول خط الزاوية المشترك المقابل غير الموضّح بهذا الشكل). تم رسم المسننات الملتفة إلى الداخل في هذا الشكل بطريقة عكسيّة: حيث تتحرك النقاط (نقاط التلامس) بمحاذاة متجه القوة الثابت «الوتر» كما لو كانت مفكوكة من دائرة الأساس الملفوفة اليسرى وملفوفة على دائرة الأساس الملفوفة اليمنى.

حلّت المَيكنة محل الطرق اليدوية في صناعة المنتجات.
يُقصد بالمحركات الأساسية تلك الأجهزة التي تُستخدم في تحويل الطاقة الحرارية أو الجهد الحراري أو الطاقة الحركية إلى شغل ميكانيكي، حيث تحتوي هذه المحركات على محركات احتراق داخلي وتوربينات احتراق (أي محركات نفّاثة) وطواحين مياه وتوربينات مياه وطواحين هواء وتوربينات رياح ومحركات بخارية وتوربينات بخارية.
تعد معدّات النقل التي تعمل بالطاقة كالقاطرات والسيارات والشاحنات والطائرات أحد أصناف الماكينات التي تحتوي على فئات فرعيّة حسب نوع المحرك كمحرك الاحتراق الداخلي وتوربين الاحتراق الموقد والمحرك البخاري.
في المصانع والمستودعات والعوارض الخشبية وغيرها من الأماكن التي تتم بها عمليتا التصنيع والتوزيع حلّت معدّات مناولة المواد محل الناقلات اليدوية أو الشاحنات والعربات التي تُجر باليد.
الزراعة الآلية
- انظر:الزراعة الآلية
- انظر أيضًا: وسائل التكنولوجيا التي تحسن الإنتاجية (تاريخي) الفصل الرابع
- انظر أيضًا: قائمة بالماكينات الزراعية

في مجالي التعدين والتنقيب حلّت المجارف الآلية محل المعاول والجواريف. حلّت طواحين الخام الحديثة وطواحين الكرات محل المطارق السقاطة التي تعمل بالطاقة المائية بعد استخدامها لعدة قرون في طحن الخامات وسحق الصخور.
تُستخدم أجهزة ومعدات مناولة المواد الضخمة في مناولة العديد من المواد كالفحم والخامات والحبوب والرمل والحصى والخشب.
تشتمل معدات البناء على رافعات وخلاطات خرسانية ومضخات خرسانية ورافعات لقطف الكرز ومجموعة من الأدوات الكهربية.

### الماكينات الآليّة (التي تعمل بالطاقة)
عادةً ما تُطلق الآن كلمة ماكينة آليّة (أي تعمل بالطاقة) على تلك التي تعمل بالمحرك الكهربي أو محرك الاحتراق الداخلي، في حين كانت تطلق قبل العقد الأول من القرن العشرين على تلك التي تعمل بالمحرك البخاري أو بالطاقة المائية أو بطاقة الرياح.
في مطلع القرن التاسع عشر تم استخدام الطاقة المائية والبخارية في تشغيل العديد من الماكينات والأدوات الآلية القديمة التي كان معظمها يعمل بالطاقة اليدوية.
قبل اختراع الكهرباء كان عمود المحرك يُستخدم في تحريك ماكينات المصانع والمعامل، وعندما تم اختراع الكهرباء أصبح لكل ماكينة محرّك خاص بها يوجد في مكان يُطلق عليه وحدة الإدارة، حيث قامت هذه الوحدة بدعم العملية التنظيمية بالمصانع وعملت على توفير أصناف مختلفة من الماكينات تعمل بسرعات متفاوتة، كما أنها قامت بإدخال السرعات الأعلى التي كانت الأدوات الآلية تحتاجها.
تأتي عملية التشغيل الآلي بعد عملية المَيكنة. فقد كانت ماكينات الإنتاج القديمة كماكينة نفخ الزجاجات (ca. عقد 1890) تحتاج إلى عدد كبير من العُمّال لتشغيلها. أما في العقد الثالث من القرن العشرين أصبحت الماكينات تعمل بشكلٍ آلي تمامًا ولا تحتاج إلا لنسبة بسيطة من العُمّال.
انظر: الإنتاج المتسلسل

### الاستخدام العسكري
يُشير لفظ المَيكنة في المجال العسكري إلى استخدام المُجنزَرة المدرّعات وبخاصة ناقلات الجند المدرعة في نقل الجنود الذين كانوا يسيرون إلى أرض المعركة على الأقدام أو يركبون الشاحنات. فقد سهّلت الماكينات من حركة جند المشاة وعزّزت قدراتهم القتالية. وفي الدول المتقدمة في مجال الصناعة عادةً ما يتم تزويد جميع جنود المشاة بماكينات باستثناء القوات المحمولة جوا.
وقد يُطلق لفظ مَيكنة بمعنى أشمل في المجال العسكري على «استخدام المركبات الآلية» أو استبدال الأحصنة بالمركبات الآلية عند أداء أي مهمة كالإمداد والتجهيز وشاحنات المدفعية وغيرها من المهام.

## الفرق بين الماكينة والعامل
عند مقارنة كفاءة أي عامل بكفاءة أية ماكينة نجد أنه يتمتّع بكفاءة تتراوح بين 1% و5.5% (بحسب إذا كان يستخدم ذراعيه فقط أو يجمع بين ذراعيه وساقيه أثناء العمل). في حين تُقدّر كفاءة محركات الاحتراق الداخلي بحوالي 20%، غير أن وارتسيلا - سولزر RTA كتلك التي تُستخدم في تشغيل السفن قد تصل كفاءتها إلى ما يقرب من 50%. وتتمتع المحركات الكهربية الصناعية بكفاءة تزيد عن 90% غير قدرتها على تحويل الوقود إلى كهرباء والتي تُقدّر بحوالي 35%.
وعند عقد مقارنة بين التكاليف التي تُنفَق عند استخدام أحد محركات الاحتراق الداخلي وتلك التي تُنفق على أحد العُمّال نجد أنّ المحرك يفوق العامل في أنه يُمكنه إتمام المزيد من العمل بتكلفةٍ نسبيةٍ، حيث إن لتر الوقود الحفري الذي يتم حرقه بواسطة محرك IC يحتاج في حرقه يدويًا إلى خمسين عاملاً يعملون لمدة 24 ساعة أو 275 ذراع وساق يعملون لمدة 24 ساعة أيضًا دون توقف.
كما يعد إجمالي قدرة العامل على العمل أقل بكثير من إجمالي قدرة الماكينة على العمل، حيث يستطيع الشخص العادي إنتاج حوالي 250 وات ساعة/يوم في حين يمكن للماكينة (حسب نوعها وحجمها) أن تنتج في وقت أقل أكثر من هذه الكميّة بكثير. فقد يحتاج إنتاج الكيلووات في الساعة الواحدة إلى أربعة أيام من العمل الشّاق في حين يمكن لأي مُحرك بسيط أن يقوم بإنتاجه فيما يقل عن ساعة أثناء حرقه لما يقل عن لتر من البترول. وبالتالي يُطالب مجموع العُمال الذي يتراوح عددهم بين العشرين والأربعين عاملاً بتعويض مالي مُقابل عملهم يعادل على الأقل سعرات الطعام التي افتقدوها أثناء العمل (والذي يزيد عن ثمن هذا الطعام من أربع مرات إلى عشرين مرة على الأقل)، وفي بعض الأحيان يطالب العامل بتعويض مقابل الوقت الضائع والذي عادةً ما يزيد عن 96 ساعة يوميًا. فعلى فرض أن الأجر اليومي للعمالة البشرية يُقدر بحوالي مائة دولار أمريكي تبلغ تكلفة طاقة الماكينة حوالي أربعمائة دولارًا لكل كيلووات ساعة، وبغض النظر عن مدى ضآلة هذا الأجر وغيره من الأجور الأكثر ضآلة والتي تعطيها بعض الدول للعُمال إلا أنه يُمثل تكلفة طاقة تزيد بكثير عن مصادر الطاقة المتجدّدة كالألواح الشمسية الكهروضوئية (وبالتالي تزيد أيضًا عن آلات الحصاد التي تعمل بطاقة الرياح أو مجمِّعات الطاقة الشمسية المضيئة).

## مستويات عملية المَيكنة
يُمكن تقسيم عملية المَيكنة إلى عدة خطوات لكي تسهل دراستها. حيث يُطلق معظم الطلبة على هذه الطريقة اسم صورة المجتمع الميكانيكي.
1. اليد/ القوة العضليّة
2. الأدوات اليدوية
3. الأدوات اليدوية التي تعمل بالطاقة كتلك التي تعمل بالطاقة الكهربية
4. الأدوات التي تعمل بالطاقة والتي تؤدي وظيفة واحدة والأدوات ثابتة الدورة
5. الأدوات التي تعمل بالطاقة والأدوات المتعددة الوظائف والمبرمجة
6. الأدوات التي تعمل بالطاقة والتي يمكن تشغيلها عن بُعد
7. الأدوات التي تعمل بالطاقة والتي تعمل عند وضع قطعة الشغل كهاتف العملة
8. القياس
9. التحكم الانتقائي بالإشارة مثل التحكم الهيدروليكي في الطاقة
10. تسجيل الأداء
11. حركة الماكينة التي تتغيّر من خلال القياس
12. تمييز/عدم قبول الماكينة طبقًا للقياس
13. اختيار دورة الأداء المناسبة للماكينة
14. تصحيح الأداء بعد إتمام العملية
15. تصحيح الأداء أثناء القيام بالعملية